# Rhinoglottophilie
 (décembre 2019).
En phonétique, la rhinoglottophilie fait référence au lien entre l'articulation laryngale (consonnes pharyngales et glottales) et nasale. Le terme a été créé par James A. Matisoff en 1975,. 

## Propriétés
La glottophilie repose sur la proximité acoustique dans la production phonétique du larynx et du nez, comme le montrent les légers antiformants que chaque articulation peut produire sur un spectrogramme. Cela tient au fait que les deux articulations utilisent des résonateurs ramifiés : en effet, l'articulation nasale utilise les cavités nasale et buccale comme résonateurs, tandis que l'articulation pharyngale a pour résonateurs les cavités buccale et subglottale ; dans les deux cas, c'est ce phénomène qui produit des antiformants. 

## Conséquences

### En synchronie
La rhinoglottophilie est notamment révélée par la propension de consonnes glottales à affecter nasalement les voyelles adjacentes. En krim, une langue sans voyelles nasales distinctives, les voyelles sont fortement nasalisées après la consonne /h/. Le même phénomène se produit après les consonnes /h/ et /ʔ/ en pirahã. Il est également attesté dans certaines variétés d'anglais américain, comme [hɑ̃ːvəd] pour Harvard par les Kennedys. 

### En diachronie
La rhinoglottophilie a pu jouer un rôle dans le développement de l'inor. Cette langue possède des voyelles nasales, ce qui est inhabituel pour une langue gouragué, qui dans de nombreux cas sont situées où, comme en témoignent d'autres langues de sa famille, une consonne laryngale a été perdue. La rhinoglottophilie a été documentée dans d'autres langues gouragué. Des processus similaires ont également été signalés en irlandais, en basque, dans les langues hlaï et en lunyole, où le bantou *p apparaît sous la forme de /ŋ/ plutôt que /h/ comme dans les autres dialectes du luyia. 
L'avestan montre également des signes de rhinoglottophilie : le *‹s› proto-indo-iranien devient normalement ‹h› en avestan, mais est devenu /ŋ/ entre /a/ ou /aː/ et /r, i̯, u̯/ ou /a, aː/. Les exemples incluent ”aŋra”, « mal » (en sanskrit ”asra”), ”aŋhat̰”, « il peut être » (sanskrit ”ásat”), et ”vaŋ́hō”, « meilleur » (sanskrit ”vasyas”). 
Bien que la rhinoglottophilie soit le plus souvent liée aux consonnes glottales en particulier, elle concerne en fait toute l'articulation laryngale (consonnes glottales, pharyngales et parfois uvulaires). Par exemple, des correspondances telles que le mot khoïkhoï ”xárà”, « suricate » et le mot khwe ”xánà”, « mangouste rayée » (et des correspondances similaires entre les clics nasalisés et non nasalisés) témoignent de la pharyngalisation vocalique en proto-khoe.